# La Frontera (Cuenca)
La Frontera ist ein Ort und eine zentralspanische Gemeinde (municipio) mit 148 Einwohnern (Stand: 2024) im Norden der Provinz Cuenca in der Autonomen Region Kastilien-La Mancha. 

## Lage und Klima
La Frontera liegt auf der Westseite des Iberischen Gebirges in einer Höhe von ca. 975 m. Die Provinzhauptstadt Cuenca befindet sich gut 35 Kilometer (Fahrtstrecke) südsüdöstlich. Das Klima im Winter ist gemäßigt, im Sommer dagegen warm bis heiß. Regen fällt das ganze Jahr über.

## Bevölkerungsentwicklung
| Jahr      | 1970 | 1981 | 1991 | 2001 | 2011 | 2021 |
| Einwohner | 437  | 331  | 288  | 197  | 192  | 147  |

## Sehenswürdigkeiten

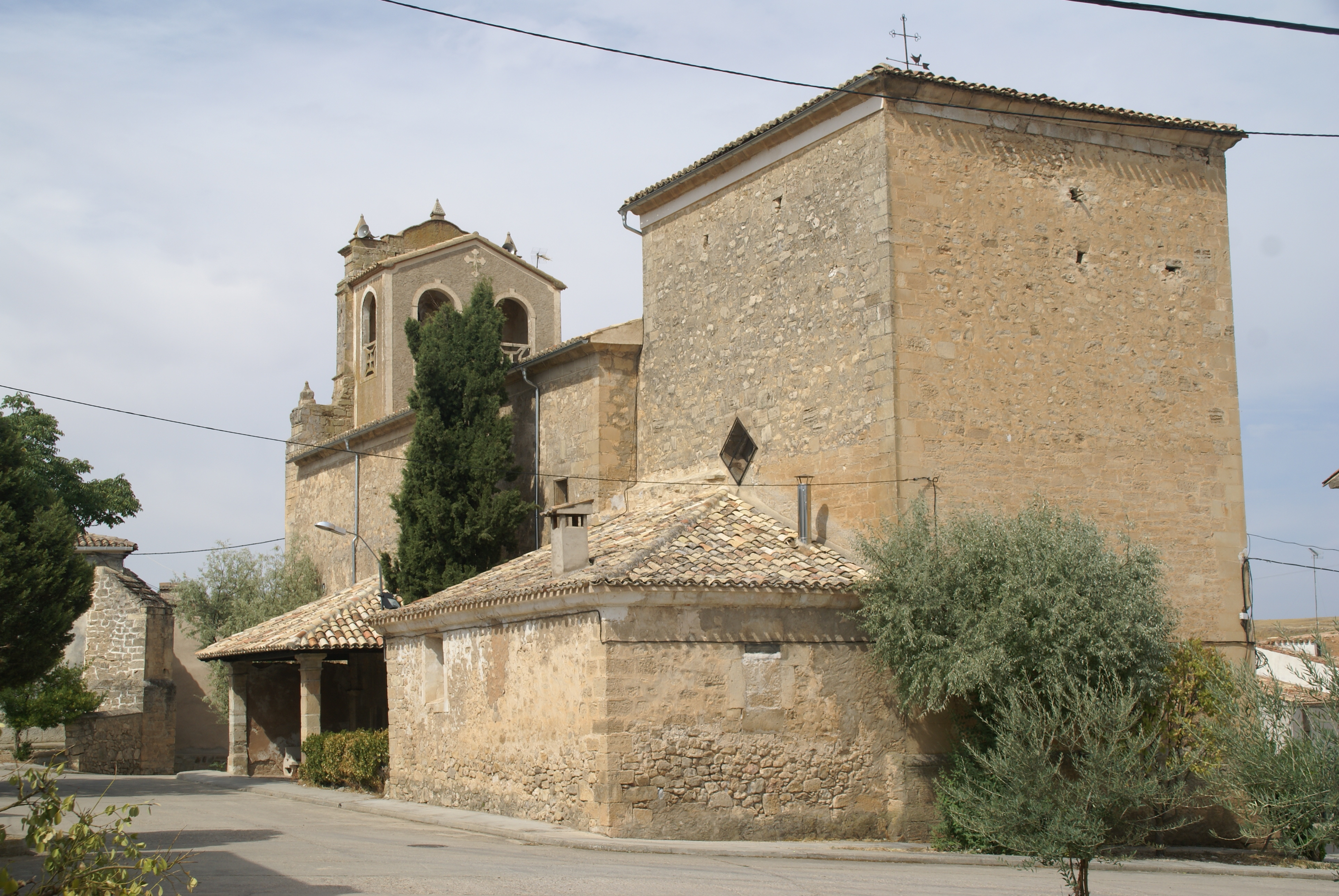
Andreaskirche
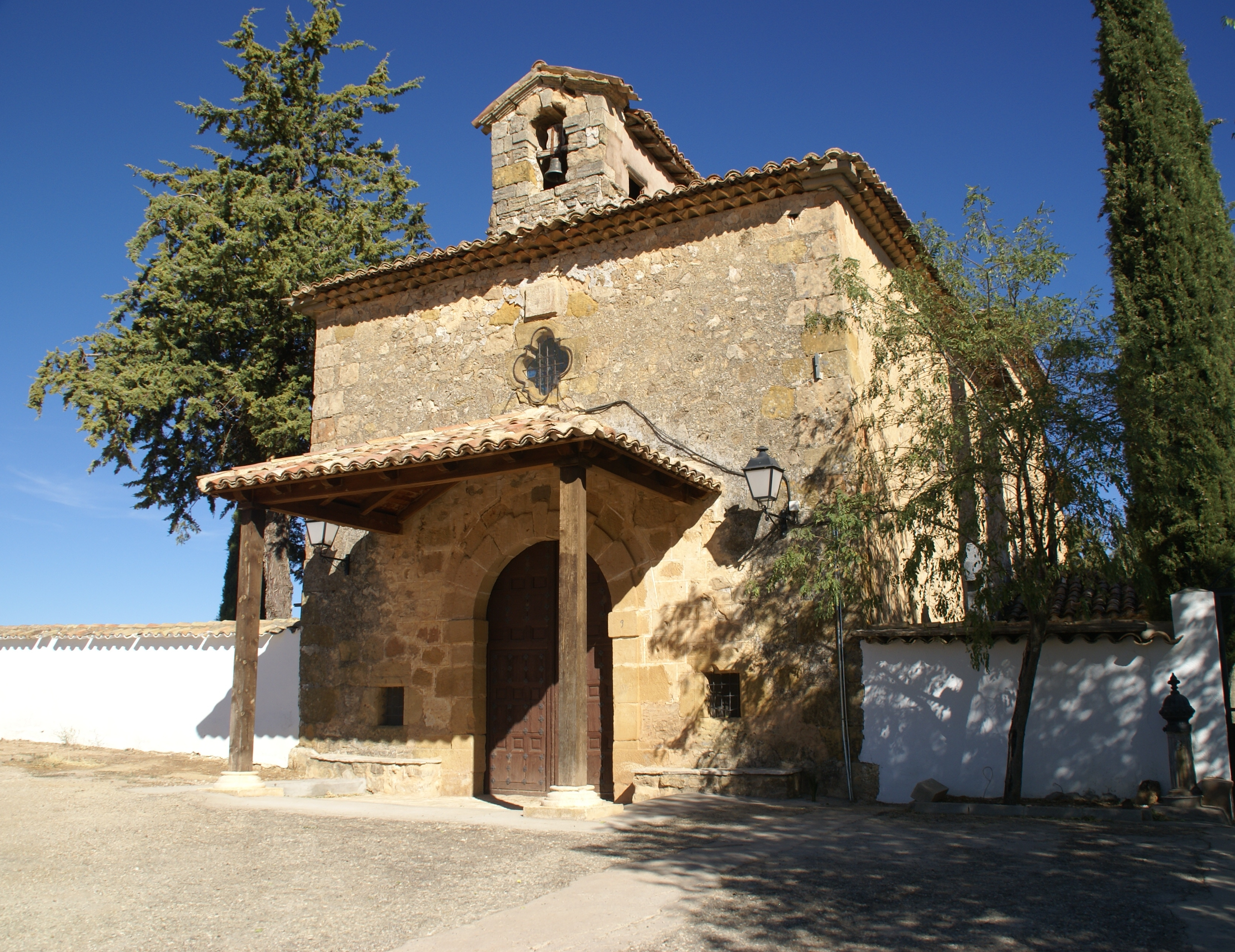
Marienkapelle

- Andreaskirche
- Marienkapelle